# XOXO (álbum de Somi)
XOXO es el primer álbum de estudio de la cantante Somi, lanzado el 29 de octubre de 2021 por The Black Label e Interscope Records.

## Antecedentes y lanzamiento
Jeon Somi, reconocida por haber obtenido el primer puesto en el programa Produce 101 y ser miembro del grupo proyecto I.O.I, dio inicio a su carrera como solista después de finalizar sus actividades con el grupo bajo su entonces agencia, JYP Entertainment. Posteriormente, decidió unirse a The Black Label y debutó como solista con el sencillo digital «Birthday» y su lado B «Outta My Head» en junio de 2019. Jeon hizo dos regresos después de un año de descanso con los sencillos «What You Waiting For» en julio de 2020 y «Dumb Dumb» en agosto de 2021. Durante la conferencia de prensa de «Dumb Dumb», Somi compartió que había pasado el año practicando y grabando muchas canciones además de «Dumb Dumb», y reveló que hay muchas más por venir.
El 1 de octubre de 2021, la cantante compartió una imagen en su cuenta de Instagram que mostraba una pila de álbumes con el título «XOXO» y su nombre impreso en ellos, junto con la descripción «Pronto será tuyo x̷o̷x̷o̷». El 14 de octubre, The Black Label anunció que Somi regresaría con su primer álbum de estudio, XOXO, a fin de mes. A la semana siguiente, Jeon reveló la fecha de lanzamiento y compartió la lista de canciones del álbum a través de sus redes sociales.

## Recepción
Carmen Chin, quien escribe para NME, criticó las canciones del álbum por ser «repetitivas y carentes de inspiración», y afirmó que, a pesar del «inmenso talento musical» de Jeon Somi, el disco «no logra reflejar plenamente su identidad». Chin también expresó su decepción por el hecho de que la mitad de la corta lista de canciones estuviera compuesta por lanzamientos antiguos de Somi.

## Lista de canciones
| XOXO |                                        |                                             |                                       |          |  |
| N.º  | Título                                 | Letras                                      | Música                                | Duración |  |
| 1.   | «Dumb Dumb»                            | Teddy, Danny Chung, Jeon So-mi              | Teddy, R. Tee, 24, Dominsuk           | 2:29     |  |
| 2.   | «XOXO»                                 | Teddy, Danny Chung, Vince, Jeon So-mi, Kush | Pink Sweat$, Pacific, Teddy, 24       | 3:28     |  |
| 3.   | «Don't Let Me Go» (feat. Giriboy)      | Teddy, Danny Chung, Jeon So-mi, Giriboy     | Teddy, 24, Dominsuk                   | 2:59     |  |
| 4.   | «Anymore»                              | Pink Sweat$, Danny Chung                    | John Hill, Pink Sweat$, R. Tee, Vince | 3:18     |  |
| 5.   | «Watermelon»                           | Jeon So-mi                                  | Jeon So-mi, 24                        | 3:03     |  |
| 6.   | «Birthday»                             | Teddy, Brother Su, Bekuh Boom, Danny Chung  | Teddy, 24, Bekuh Boom, Jeon So-mi     | 3:05     |  |
| 7.   | «What You Waiting For»                 | Teddy, Jeon So-mi, Danny Chung              | Teddy, R. Tee, 24, Jeon So-mi         | 2:55     |  |
| 8.   | «Outta My Head» (어질어질; Eojireojil) | Jeon So-mi                                  | Jeon So-mi, 24                        | 3:08     |  |

## Posicionamiento en listas

### Listas semanales
| Lista (2021)                               | Mejor posición |
| ------------------------------------------ | -------------- |
| Corea del Sur (Gaon)                       | 6              |
| Estados Unidos (Billboard US World Albums) | 14             |

### Lista mensual
| Lista (2021)         | Mejor posición |
| -------------------- | -------------- |
| Corea del Sur (Gaon) | 16             |

## Ventas
| País          | Ventas |
| ------------- | ------ |
| Corea del Sur | 60 988 |

## Historial de lanzamiento
| Región        | Fecha                  | Formato(s)                  | Distribuidora               | Ref.   |
| ------------- | ---------------------- | --------------------------- | --------------------------- | ------ |
| Mundial       | 29 de octubre de 2021  | Descarga digital, streaming | The Black Label, Interscope | [ 6 ]  |
| Corea del Sur | 5 de noviembre de 2021 | CD                          | The Black Label, YG Plus    | [ 11 ] |